# Homeward Bound (pel·lícula de 1923)

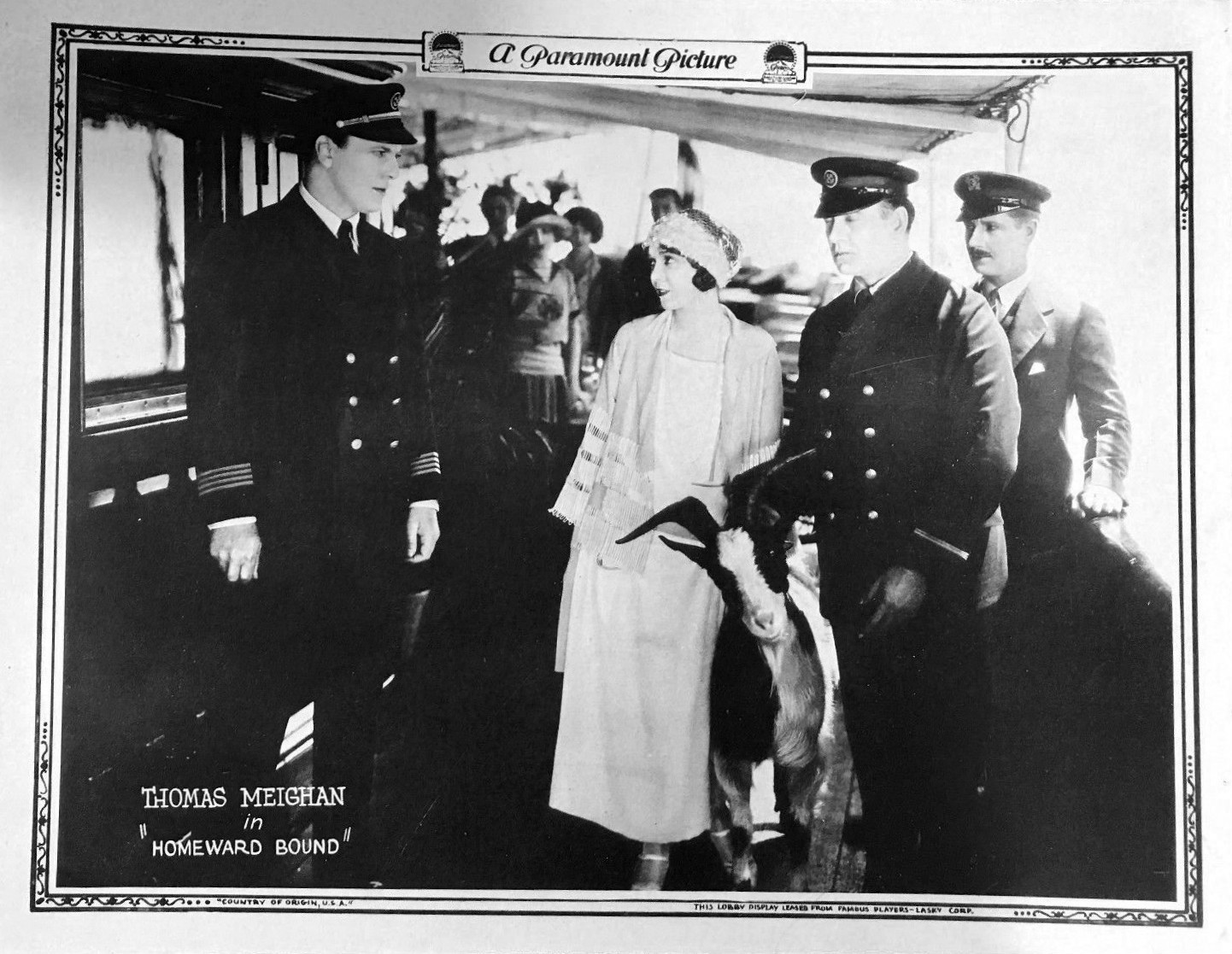
Fotograma de propaganda de la pel·lícula amb Thomas Meighan (esquerra) i Lila Lee

Homeward Bound és una pel·lícula muda dirigida per Ralph Ince i protagonitzada per Thomas Meighan i Lila Lee. Basada en la novel·la “The Light to Leeward” (1915) de Peter B. Kyne, va ser estrenada el 29 de juliol de 1923.

## Repartiment
- Thomas Meighan (Jim Bedford)
- Lila Lee (Mary Brent)
- Charles S. Abbe (Rufus Brent)
- William P. Carleton (Rodney)
- Hugh Cameron (Murphy)
- Gus Weinberg (capità Svenson)
- Maude Turner Gordon (Mrs. Brannigan)
- Cyril Ring (Rufus Brent Jr.)
- Katherine Spencer (Clarissa Wynwood)

## Argument
L'armador Rufus Brent pretén que el capità Svenson s'encarregui de comandar el viatge inaugural del iot que ha comprat recentment per a la seva filla Mary. En veure però que aquest és un alcohòlic decideix reemplaçar-lo pel primer oficial Jim Bedford. Aquest s'enamora de Mary i al final del creuer es casen tot i l'oposició del pare. Brent però aconsegueix guanyar-se la confiança del senyor Brent quan mostra la seva perícia en rescatar el seu iot, que ha quedat desarborat en mig d'una tempesta.

## Producció
La Famous Players-Lasky va endegar el projecte a finals del 1922 el qual s'havia de titular “The Light to Leeward” basat en la novel·la de Peter B. Kyne. L'adaptació havia de córrer a càrrec de Jack Cunningham, i es comptava com a protagonistes a Jack Holt i Agnes Ayres i per a la direcció amb Joseph Henaberry. A l'abril del 1923 es va anunciar que Cunningham es trobava escrivint l'adaptació i que Irvin Willat seria al final el director. Poques setmanes després però es va anunciar que EIllat no estava en condicions de dirigir el projecte degut a una malaltia. Ralph Ince el va substituir a la direcció, Jack Holt va ser reemplaçat per Thomas Meighan i el títol es va canviar pel definitiu “Homeward Bound”. Agnes Ayres també va ser substituïda per Lila Lee. La filmació es va realitzar majoritàriament als estudis de la Paramount a Nova York on Ince tirava endavant un altre projecte. i també al riu Thames a New London (Connecticut) on tradicionalment es feia la cursa entre Yale i Harvard. Les escenes dins del iot es van rodar en un vaixell de 190 peus d'eslora. A mitjans de juliol s'havia completat el rodatge i es va estrenar el 29 de juliol. Peter B. Kyne va posar un plet a la Famous Players-Lasky a causa de la pel·lícula. L'autor reclamava que havia signat amb la productora un contracte per adaptar la seva novel·la i escriure’n els subtítols i demanava una compensació de 1.500 dòlars.